# Viola Grosvenor, Duquesa de Westminster
Viola Grosvenor, Duquesa de Westminster (nascida Lyttelton; Londres, 10 de junho de 1912 – 3 de maio de 1987), foi uma aristocrata britânica que se casou com Robert Grosvenor, 5.º Duque de Westminster. Ela era a mãe de Gerald Grosvenor, 6.º Duque de Westminster, e a avó de Hugh Grosvenor, 7.º Duque de Westminster, Charles Innes-Ker, 11.º Duque de Roxburghe, e Thomas Anson, 6.º Conde de Lichfield.

## Infância
Grosvenor nasceu em Wandsworth, Londres, e era filha de John Lyttelton, 9.º Visconde Cobham, e de Violet Yolande Leonard. O seu irmão, Charles Lyttelton, 10.º Visconde Cobham, jogou críquete por Worcestershire na década de 1930 e foi Governador-Geral da Nova Zelândia entre 1957 e 1962. O seu primo era o músico de jazz e locutor Humphrey Lyttelton.
O seu sobrinho, o Major Hugh Lindsay, ajudante de campo da Rainha Isabel II, faleceu a 10 de março de 1988, aos 34 anos. Ele foi vítima de um acidente de esqui após ser apanhado por uma avalanche na montanha de Gotschnagrat, enquanto acompanhava o Rei Carlos III, então Príncipe de Gales, em férias em Klosters, na Suíça.
Como A Honorável Viola Lyttelton, alcançou o posto de Oficial de Voadora na Força Aérea Auxiliar Feminina durante a Segunda Guerra Mundial, sendo mencionada em despachos.[carece de fontes?]

## Casamento e descendência
A 3 de dezembro de 1946, casou-se com Robert Grosvenor, filho do Capitão Lorde Hugh Grosvenor e de Mabel Florence Mary Crichton. Robert Grosvenor recebeu o tratamento de Lorde Robert Grosvenor em 1963 e tornou-se o 5.º Duque de Westminster após a morte do seu irmão mais velho, o 4.º Duque, em 1967. A família tinha uma residência em Ely Lodge, a oeste de Enniskillen, no Condado de Fermanagh.
Teve três filhos com o 5.º Duque:
- Leonora Mary Grosvenor (nascida a 1 de fevereiro de 1949). Casou-se com Patrick Anson, 5.º Conde de Lichfield (teve três filhos, incluindo Thomas Anson, 6.º Conde de Lichfield), e não voltou a casar;[carece de fontes?]
- Gerald Cavendish Grosvenor, 6.º Duque de Westminster (22 de dezembro de 1951 – 9 de agosto de 2016). Teve descendência;
- Jane Meriel Grosvenor (nascida a 8 de fevereiro de 1953). Casou-se primeiro com Guy Innes-Ker, 10.º Duque de Roxburghe (teve três filhos, incluindo Charles Innes-Ker, 11.º Duque de Roxburghe), e depois com Edward William Dawnay, que é bisneto do 1.º Duque de Westminster.[carece de fontes?]

O 5.º Duque de Westminster faleceu em 1979.

## Últimos anos e morte
De 1979 até à sua morte em 1987, foi Lorde Tenente de Fermanagh e uma apoiante da Royal Ulster Constabulary e do Ulster Defence Regiment. 
Em setembro de 1979, Grosvenor representou a Rainha Isabel II no funeral de Paul Maxwell, um jovem tripulante de Enniskillen, no Condado de Fermanagh, que morreu na mesma explosão que vitimou Louis Mountbatten, 1.º Conde Mountbatten da Birmânia, ex-Vice-Rei da Índia e tio do Príncipe Filipe, Duque de Edimburgo.[carece de fontes?]
Viola era uma pianista e amante de música, tendo feito parte do corpo diretivo da Academia Real de Música. Trabalhou para várias instituições de caridade e organizações voluntárias, incluindo as Guias, o Exército de Salvação, a NSPCC e a Royal British Legion.[carece de fontes?]
Em 1955, durante um grave incêndio que quase destruiu a casa senhorial de Florence Court, no Condado de Fermanagh, ela ordenou que os trabalhadores fizessem buracos no teto para drenar a água.
Faleceu num acidente de carro perto de Dungannon, no Condado de Tyrone, a 3 de maio de 1987, aos 74 anos, quando regressava a Ely Lodge, na margem do Lago Erne. O funeral realizou-se na Catedral de São Macartin, em Enniskillen, sob forte segurança devido ao período de conflito na Irlanda do Norte e às suas ligações com a realeza e o seu filho Gerald era, na altura, o homem mais rico do Reino Unido. Foi sepultada na Igreja Paroquial de Monea, após um serviço familiar privado. Em junho de 1987, foi realizada uma missa em sua memória na Igreja de São Miguel, em Chester Square, que contou com a presença do Príncipe Ricardo, Duque de Gloucester, e de Sir Edward Heath, e incluiu uma atuação de Julian Lloyd Webber.[carece de fontes?]